# 阿根廷同性婚姻

阿根廷同婚平权的象征之一:虹色阿根廷地图

2010年7月21日，阿根廷總統克里斯蒂娜·費爾南德斯·德基什內爾簽署了由議會最後通過的同性婚姻法案。阿根廷成為全球第十個全國性給予同性註冊結婚的國家，亦為第一個將同性婚姻合法化的南美洲國家。2010年5月5日，阿根廷國會下議院以125票贊成、109票反對通過了承認同性婚姻的法案。7月15日，阿根廷國會參議院以贊成33票對上反對27票通過同性婚姻法。

## 民事結合
在阿根廷实现同性婚姻之前，阿根廷国内有四个地区允许同性之间的民事结合，分别为布宜诺斯艾利斯自治市（自2002年），内格罗河省（自2003年)），Villa Carlos Paz（自2007年）及里奥夸尔托（自2009年）。民事结合赋予了同性伴侣部分权利，并且同居达一定期限后才能注册，通常为一到两年。

## 同性婚姻

### 法律行動
在2009年同期大选前两周，司法部长Anibal Fernandez声明他有兴趣在法律程序下展开关于同性婚姻的辩论，他说性别平等法律将会“终结歧视”，并且“许多人都需要它”。Fernandez也陈述了前任总统內斯托爾·基什內爾，也支持在全国范围内展开大规模的讨论。当时总统Fernandez De Kirchner对于同性婚姻的态度尚不明确。司法部长Fernandze说他正在起草一份法律草案，并且司法部首先会认真考量这个问题的方方面面。
2009年后期，阿根廷国会考虑了两个由Silvia Augsburger和Vilma Ibarra支持的提案，提案要求修改民法典的第172条。2009年10月27日，同性婚姻法案在眾議院法律委員會和家庭，婦女，兒童和青年委員會框架下被讨论。Ibarra表示她强烈需要最晚在2009年需要阿根廷支持同性婚姻。讨论在11月5号及11月10号再次被讨论，随后在2010年3月再次提起。一项调查表明阿根廷全国70%的人支持同性婚姻。
2010年4月15日，眾議院法律委員會和家庭，婦女，兒童和青年委員會决定履行同性婚姻。2010年5月5日，眾議院以125赞成票对109反对票通过了同性婚姻法案并且允许同性伴侣收养孩子。7月6日，參議院法律委員會呼吁否决这项法案。该提案最初决定于7月14日进行投票，在马拉松式的会议之后，參议院通以33票赞成27票反对通过了同性婚姻法案。7月21日，克里斯蒂娜总统签署法案。7月22日，这份法律公布在宪报上。这项法律赋予了同性伴侣婚姻之间所有权利和责任，包括收养孩子的权利。第一对同性伴侣于7月30日注册，截止于2011年7月14日，一共有2679对伴侣注册。

### 反對
2010年，時為天主教布宜諾斯艾利斯總教區總主教的喬治·馬里奧·伯格里奧樞機，代表天主教會的一貫保守立場，在同性婚姻合法化後，他譴責阿根廷政府是把「真正可怕的人類學倒退」，並違反了天主定下來的自然定律，也表示反對以防止愛滋病為「借口」使用安全套。他指同性婚姻是「破壞天主意旨的藉口」。